# Parafia Ewangelicko-Augsburska w Sycowie i Międzyborzu

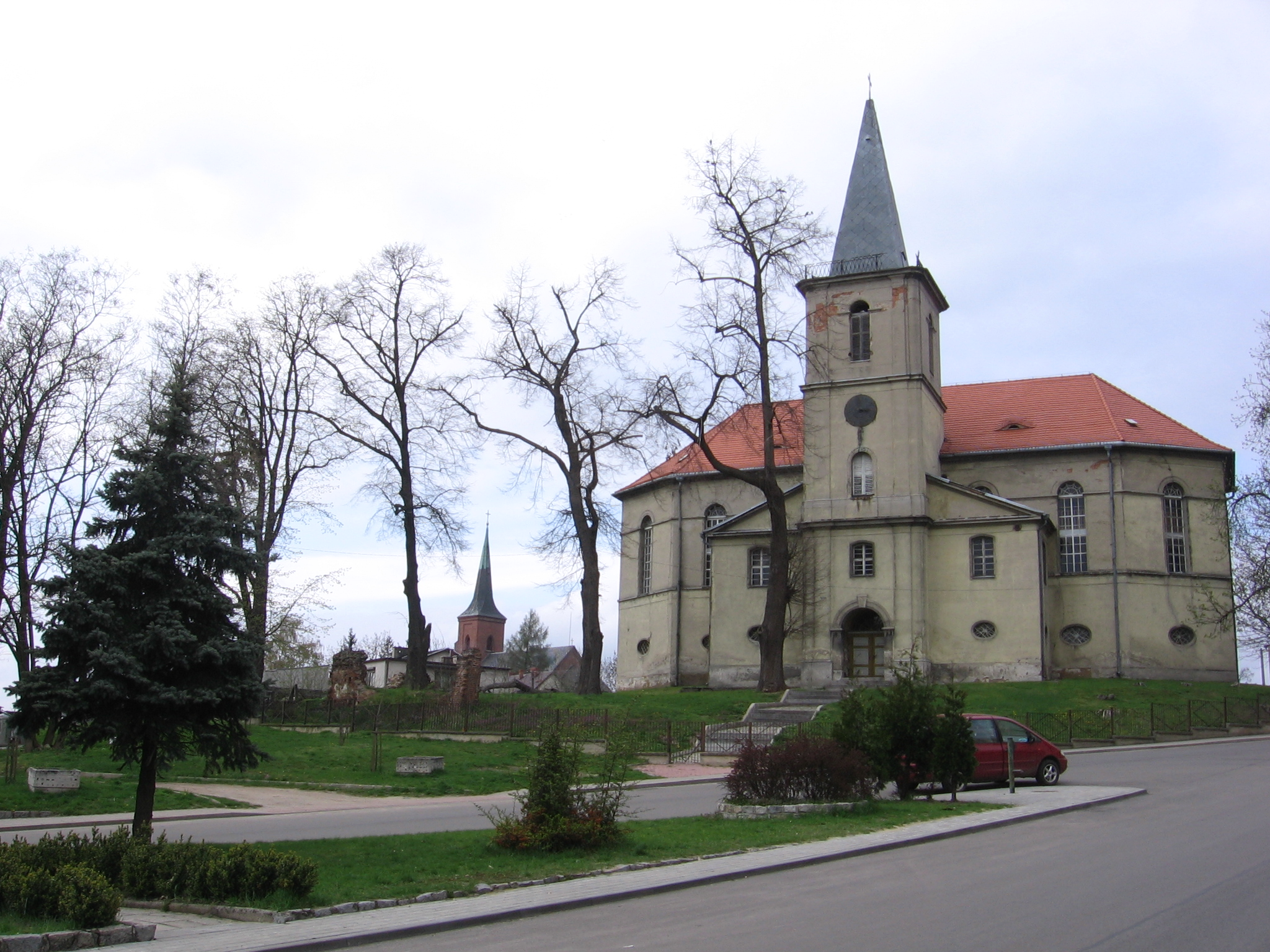
Kościół św. Krzyża w Międzyborzu

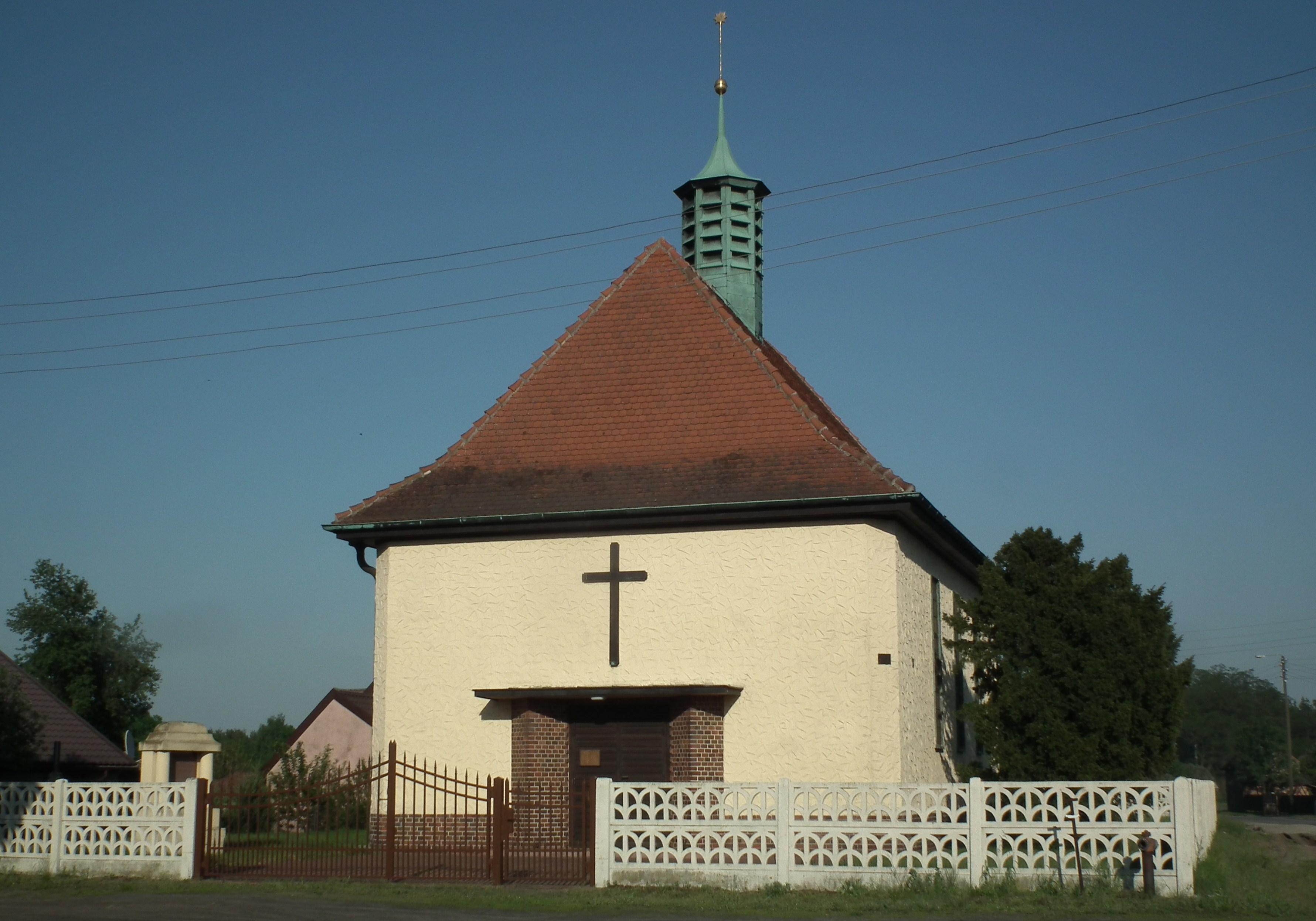
Kościół filialny w Starej Hucie

Parafia Ewangelicko-Augsburska w Sycowie i Międzyborzu – luterańska parafia w Sycowie i Międzyborzu z filią w Starej Hucie, należąca do diecezji wrocławskiej Kościoła Ewangelicko-Augsburskiego w RP. Jej siedziba mieści się przy ulicy Oleśnickiej w Sycowie.

## Historia

### Do 1945

#### Syców
Pierwsze zbory luterańskie w okolicy Sycowa zaczęły powstawać od 1520. Nowe wyznanie objęło większość miejscowego społeczeństwa około 1560. Wtedy też powołany tu został pierwszy duszpasterz, ks. Georg Kukla, a także oficjalnie ogłoszono luteranizm religią państwową. Ewangelickim stał się miejscowy Kościół Świętych Apostołów Piotra i Pawła.
W 1592 władza przeszła jednak na ręce katolickiego burgrabiego Abrahama von Dohna, co rozpoczęło okres prześladowania ewangelików. Duchowni zostali wysiedleni z miasta. Wiernym odebrano kościół miejski, nabożeństwa prowadzono w niewielkim kościółku Archanioła Michała, który spłonął w 1637, a na jego odbudowę nie uzyskano pozwolenia. Wielu luteran opuściło wówczas Syców.
Zmiana sytuacji nastąpiła 18 marca 1735, kiedy to panem Wolnego Państwa Stanowego Sycowa został Ernest Jan Biron. Zwrócił się on do cesarza w sprawie uzyskania pozwolenia na budowę ewangelickiej kaplicy na terenie miasta, którą uzyskał 5 września 1735 z zastrzeżeniem, że w nabożeństwach w niej sprawowanych może uczestniczyć tylko i wyłącznie ludność miejska, bez mieszkańców okolicznych wsi. Świątynia została otwarta 4 listopada 1736, szybko jednak okazała się zbyt mała na potrzeby zboru.
Po przejęciu administracji nad tym terenem przez Królestwo Prus zostały zniesione ograniczenia wyznaniowe. W 1785 za przyczyną miejscowego księcia Petera Birona von Curland rozpoczęto budowę kościoła, będącego pierwotnie połączonego z pobliskim zamkiem. Kościół Apostołów Jana i Piotra w Sycowie ukończono w 1789. Do 1945 pełnił on funkcję kaplicy rodziny książęcej Biron von Curland.

#### Międzybórz
Po raz pierwszy kazanie luterańskie zostało wygłoszone w Międzyborzu w 1518 przez Melchiora Hoffmanna, którego wysłała do miasta Marcin Luter. W 1538 Podiebradowie, właściciele księstwa oleśnickiego, ogłosili je protestanckim. W tym samym roku na terenie miasta została otwarta ewangelicka szkoła. Międzybórz został zakupiony przez księcia oleśnickiego Karol II Podiebradowicza w 1599, wtedy też dla miasta został powołany pierwszy ewangelicki proboszcz. Nowa parafia obejmowała również Syców, Sośnie, później również Ostrzeszów, a także trzydzieści okolicznych wiosek. W 1607 w parafii utworzono stanowisko diakona obsługującego wiernych polskojęzycznych. W wyniku znacznej liczby polskich wiernych, funkcja ta została zamieniona w stanowisko drugiego proboszcza w 1633.
W latach 1710–11 na terenie miasta mała miejsce epidemia, wskutek czego nabożeństwa nie odbywały się w kościele. Polskojęzyczne miały miejsce w Chojniku i Pawłowie, natomiast niemieckojęzyczne - w budynku szkoły miejskiej. Nabożeństwo z okazji święta Bożego Narodzenia ze względu na znaczną liczbę uczestników odbyło się na międzyborskim rynku.
W 1718 podjęto decyzję o budowie nowej świątyni, z uwagi na zły stan techniczny dotychczasowego budynku pochodzącego z 1491. Kamień węgielny został wmurowany 29 czerwca tego samego roku, a prace budowlane rozpoczęto 29 lipca 1719, kiedy to przez księżnę Anne Zofię i jej syna Karola zostały dostarczone materiały do budowy. 28 października 1720 miała miejsce uroczystość poświęcenia gotowego obiektu, który otrzymał miano Kościoła Świętego Krzyża.
Świątynia spłonęła w wyniku uderzenia pioruna 2 maja 1836. Przystąpiono do jej odbudowy, na skutek czego powstał obecny budynek kościoła, otwarty 3 sierpnia 1839. W kolejnych latach obiekt był dodatkowo doposażany i remontowany.
Przy parafii działalność prowadziły stowarzyszenia misyjne, jak również organizacje kobiece i męskie. Patronem parafii była baronowa von Diergardt rezydująca w Mojej Woli, a także rodzina von Lipski z Górzna.
W 1883 stanowisko proboszcza polskojęzycznej części zboru objął ks. Jerzy Badura, będący obrońcą zachowania języka polskiego w czynnościach kościelnych oraz nauce religii i innych posługach wśród wiernych parafii wobec nasilającej się germanizacji na terenie Królestwa Prus. Prowadził intensywną działalność wydawniczą i publicystyczną. Pracował dla polskojęzycznych czasopism ewangelickich, a także był autorem licznych polskich broszur religijnych. Podczas jego kadencji w 1886 ukazał się między innymi Katechizm międzyborski. 
W 1893 hrabina Gertruda von Reichenbach z Goszcza otwarła tutaj stację diakonijną, w której siostry diakonise sprawowały opiekę nad ludźmi w podeszłym wieku i dziećmi. W 1907 założono również organizację Wspólnota Kościelna. 
2 września 1911 roku w Międzyborzu zmarł proboszcz Jerzy Badura, jego następcą został ks. Kurzawa.
8 stycznia 1914 poświęcony został nowy dom parafialny, zbudowany obok kościoła.
W czasie trwania I wojny światowej w każdą środę prowadzone było nabożeństwo błagalne w intencji jej zakończenia. W 1916 w budynku domu zborowego otwarto sierociniec, w którym zamieszkało kilkanaście dzieci pochodzących z Wrocławia.
W 1920 część obszaru parafii, zamieszkaną przez około 3800 wiernych, przyłączono do Polski. Przy międzyborskiej parafii pozostało 10 miejscowości, posiadała ona kościół w Międzyborzu oraz filialną kaplicę w Bukowinie. Według danych z 1925 80% z 1362 mieszkańców miasta stanowiła ludność ewangelicka.
Przed wybuchem II wojny światowej do parafii należało 3705 wiernych. 10 grudnia 1939 miały miejsce uroczystości stulecia budowy miejscowego kościoła.
Ostatnim proboszczem niemieckiej parafii był ks. Hans Joachim König, w czasie II wojny światowej działający aktywnie w strukturach Kościoła Wyznającego. 
W wyniku nadciągającego frontu, większość mieszkańców opuściła miasto w nocy z 19 na 20 stycznia 1945. Następnie część z nich powróciła. Opiekę duszpasterską nad zborem, z racji braku księdza, objął będący w podeszłym wieku kantor Karl Eisert. Prowadził ją do swojej śmierci w 1946. Następnie przez trzy tygodnie wiernymi zajmował się ks. Gottschick z Sycowa, jednak wraz z członkami zboru został on wysiedlony do Niemiec.
Budynek kościoła uniknął zniszczeń wojennych, poza nieznacznie uszkodzoną w 1945 wieżą. Jego wnętrze zostało jednak splądrowane przez ludność polską.

### Polska parafia w Sycowie i Międzyborzu
Pierwsze polskojęzyczne nabożeństwo w Międzyborzu po zakończeniu działań wojennych poprowadził ks. Karol Kłus z Kluczborka. 21 października 1945 do miasta przybył pełnomocnik Konsystorza na Dolnym Śląsku, ks. Karol Jadwiszczok i zorganizował nabożeństwo, w którym wzięło udział 60 wiernych. Powstawały również zaczątki polskiej parafii w Sycowie. Od około 1947 opiekę duszpasterską nad wiernymi sprawowali pełnomocnicy delegowani przez Konsystorz. W Międzyborzu byli to Władysław Raszka, a następnie Henryk Góral.
W latach 1945–47 parafia utraciła wszystkie nieruchomości zborowe w Międzyborzu poza kościołem. 
Własnego duchownego Międzybórz otrzymał w 1952, został nim ks. Karol Jadwiszczok. Dojeżdżał on również do Sycowa, Starej Huty, Czarnylasu, Oleśnicy, Obornik Śląskich i Trzebnicy, opiekując się też tamtejszymi wiernymi. Czynił starania o zwrot budynków parafialnych, które nie przyniosły jednak rezultatu.
10 czerwca 1962 w Cieszynie został ordynowany ks. Erwin Jurczok, który z tym momentem został skierowany do pracy w parafii w Sycowie i Międzyborzu. Początkowo pełnił funkcję wikariusza, a następnie objął stanowisko proboszcza-administratora. Opiekował się również parafiami w Kępnie, Ostrzeszowie i ich filiałami w Czarnymlesie i Odolanowie. Stanowisko pełnił do 1 stycznia 1985, kiedy to został proboszczem-administratorem parafii w Kaliszu, a także administrowanych z Kalisza parafii w Ostrowie Wielkopolskim i Stawiszynie.
Następcą proboszcza Jurczoka został ks. Andrzej Fober, który z dniem ordynacji w 1986, mającej miejsce w Sycowie, został powołany do pracy w miejscowej parafii. W 1999 mianowano go ponadto dziekanem Ewangelickiego Duszpasterstwa Wojskowego Śląskiego Okręgu Wojskowego we Wrocławiu. Rok później wyjechał do pracy w parafii św. Krzysztofa we Wrocławiu.
W 2001 roku zbór w Międzyborzu wraz z filiałem w Starej Hucie (bez Sycowa) liczył około 120 członków. W 2011 do całej parafii należało około 160 wiernych.

## Współczesność
Nabożeństwa w kościele Apostołów Jana i Piotra w Sycowie odbywają się w każdą niedzielę i święta. Dodatkowo w okresie adwentu i pasyjnym mają miejsca nabożeństwa tygodniowe.
W kościele św. Krzyża w Międzyborzu nabożeństwa prowadzone są w każdą pierwszą i trzecią niedzielę miesiąca oraz w święta.
Do parafii należy również filialny kościół ewangelicko-augsburski w Starej Hucie, gdzie nabożeństwa odbywają się w każdą niedzielę i święta.
W Sycowie prowadzone są lekcje religii i nauki konfirmacyjne, zajęcia szkółki niedzielnej, a także spotkania młodzieżowe oraz dla osób zainteresowanych protestantyzmem. Raz w miesiącu odbywają się spotkania godziny biblijnej.
Przy parafii działa Stacja Socjalna Rycerskiego Zakonu Joannitów Parafii Ewangelicko-Augsburskiej w Sycowie. Prowadzi pomoc medyczną, wypożyczalnię sprzętu pielęgnacyjnego i rehabilitacyjnego, gabinet zabiegowy, organizuje też pielęgnacyjne wizyty domowe.
Parafia prowadzi także działalność kulturalną, w budynku kościoła w Sycowie odbywają się koncerty. Była również gospodarzem 36. Ogólnopolskiego Zjazdu Młodzieży Ewangelickiej.